# Красильниково (деревня, Костромская область)
Красильниково — деревня в составе Дмитриевского сельского поселения Галичского района Костромской области России.

## География
Деревня расположена на берегу речки Шокша или Чёрная.

## История
В 1667 году деревня являлась центром небольшой вотчины (вместе с деревнями Глухово, Катеринино, Чешново, Чокшино, Пермино), которую купил боярин Борис Иванович Морозов. В своей новой вотчине Морозов наладил производство поташа, который сбывал через Архангельск за границу.
После смерти Б. И. Морозова его вотчины перешли в казну, их стали раздавать служивым людям. В 1774 году Красильниково принадлежало князю Сергею Ивановичу Одоевскому, а затем — Владимиру Фёдоровичу Одоевскому.
Согласно Спискам населённых мест Российской империи в 1872 году деревня относилась к 2 стану Галичского уезда Костромской губернии. В ней числилось 9 дворов, проживало 35 мужчин и 38 женщин.
Согласно переписи населения 1897 года в деревне проживало 50 человек (21 мужчина и 29 женщин).
Согласно Списку населённых мест Костромской губернии в 1907 году деревня относилась к Свиньинской волости Галичского уезда Костромской губернии. По сведениям волостного правления за 1907 год в ней числилось 10 крестьянских дворов и 50 жителей. Основным занятием жителей деревни был малярный промысел.
До муниципальной реформы 2010 года деревня входила в состав Красильниковского сельского поселения.

## Население
| 2008 | 2010 | 2012 | 2014 |
| ---- | ---- | ---- | ---- |
| 0    | →0   | →0   | →0   |